# Wojciech Rudy
Wojciech Władysław Rudy (ur. 24 października 1952 w Katowicach) – piłkarz polski grający na pozycji lewego obrońcy, także sędzia i działacz piłkarski.

## Kariera
Wychowanek trenera Andrzeja Gajewskiego ze szkółki piłkarskiej (najpierw grał jako bramkarz) Gwardii Katowice (1966–1970), później wieloletni zawodnik sosnowieckiego Zagłębia (1970–1984), w którego barwach dwukrotnie zdobył Puchar Polski (1977, 1978). 40-krotny reprezentant Polski (39 A + 1, zdobywca 1 gola) debiutował w drużynie narodowej w meczu z Kanadą (1974), a kończył reprezentacyjną karierę w spotkaniu z Rumunią (1981). Jedyną bramkę zdobył 17 października 1979 w Amsterdamie dającą prowadzenie w spotkaniu z Holandią (1:1). Srebrny medalista olimpijski z Montrealu 1976. Uczestnik mistrzostw świata w Argentynie (1978).
Po zakończeniu kariery zawodniczej był piłkarskim arbitrem (przez 10 lat prowadził zawody ligowe) międzynarodowym. Odznaczony m.in. srebrnym Medalem za Wybitne Osiągnięcia Sportowe i Srebrnym Krzyżem Zasługi.
Od roku szkolnego 2000/2001 był dyrektorem szkoły podstawowej nr 23 w Sosnowcu przy ul. Zapały. Pełnił także obowiązki dyrektora sportowego Zagłębia Sosnowiec.
24 kwietnia 2007 został zatrzymany przez wrocławskich prokuratorów prowadzących śledztwo w sprawie korupcji w polskiej piłce. 26 kwietnia 2007 zwolniony z aresztu (po podjęciu współpracy z prokuratorem) za kaucją w wysokości 20 000 zł. Następnego dnia wrócił na stanowisko dyrektora szkoły, skąd jednak został po kilku tygodniach zwolniony.